# Фауст, Изабелла
Изабелла Фауст (нем. Isabelle Faust; род. 19 марта 1972, Эсслинген-на-Неккаре, Баден-Вюртемберг) — немецкая скрипачка.

## Биография
Ученица Кристофа Поппена. Лауреат ряда международных конкурсов, в том числе Конкурса имени Леопольда Моцарта (Аугсбург, 1987) и Международного конкурса имени Паганини (1993).
Выступала с ведущими мировыми оркестрами, с дирижёрами Иегуди Менухиным, Гари Бертини, Джеймсом Левайном, Михаэлем Гиленом и др. Широко гастролирует по миру, в том числе и в России (впервые 2003 г., в рамках фестиваля «Декабрьские вечера»). В 1997 г. выпустила первую запись, две сонаты Белы Бартока, удостоенную премии журнала Gramophone в номинации «Лучший молодой исполнитель года». Известна также как популяризатор и пропагандист новейшей музыки; в 2004 году впервые исполнила Концерт для скрипки с оркестром Андре Жоливе. Среди других композиторов, посвящавших Фауст свои сочинения, — Йорг Видман и Микаэль Жаррель.
С 2004 г. преподаёт в Берлинской высшей школе музыки.
Лауреат Премии Франко Аббьяти (2011).